# Verson
Verson é uma comuna francesa na região administrativa da Normandia, no departamento Calvados. Estende-se por uma área de 10,37 km². Em 2010 a comuna tinha 3 702 habitantes (densidade: 357 hab./km²).